# Vaejovidae
Vaejovidae – rodzina skorpionów. Obejmuje 181 gatunków zgrupowanych w 17 rodzajach

## Rodzaje
- Paravaejovis
- Paruroctonus
- Pseudouroctonus
- Serradigitus
- Smeringerus
- Syntropis
- Uroctonites
- Uroctonus
- Vaejovis